# Poiana (Galați)
Poiana es una comuna ubicada en el distrito de Galați, Rumania.

## Superficie
Posee una superficie de 35,31 kilómetros cuadrados.

## Demografía
Hasta 2021 la población era de 1592 habitantes, con una densidad de población de 45,09 habitantes por kilómetro cuadrado.